# Dasythemis esmeralda
Dasythemis esmeralda – gatunek ważki z rodziny ważkowatych (Libellulidae). Występuje na terenie Ameryki Południowej.